# Saturnus V

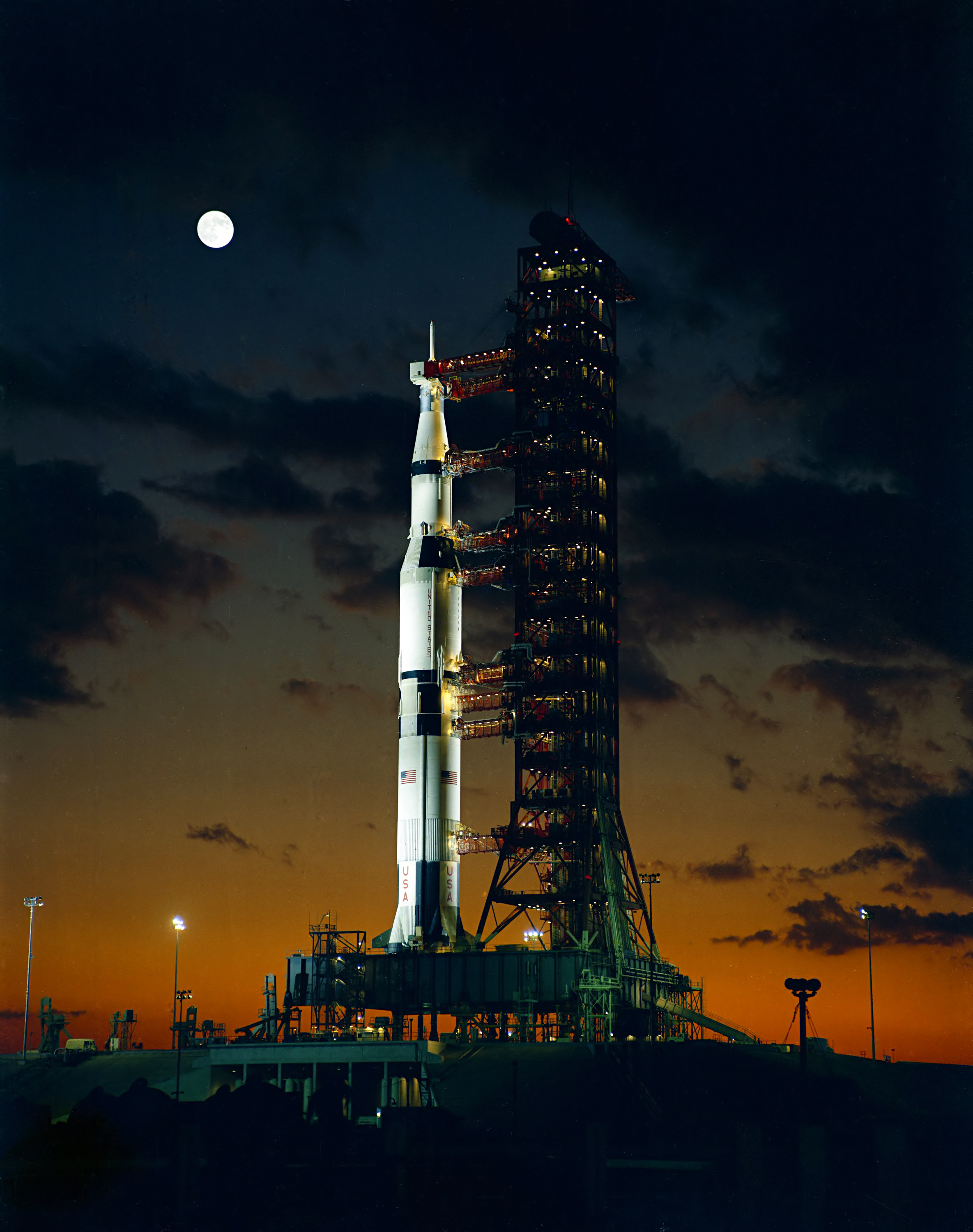
Apollo 4 (Spacecraft 017/Saturn 501)

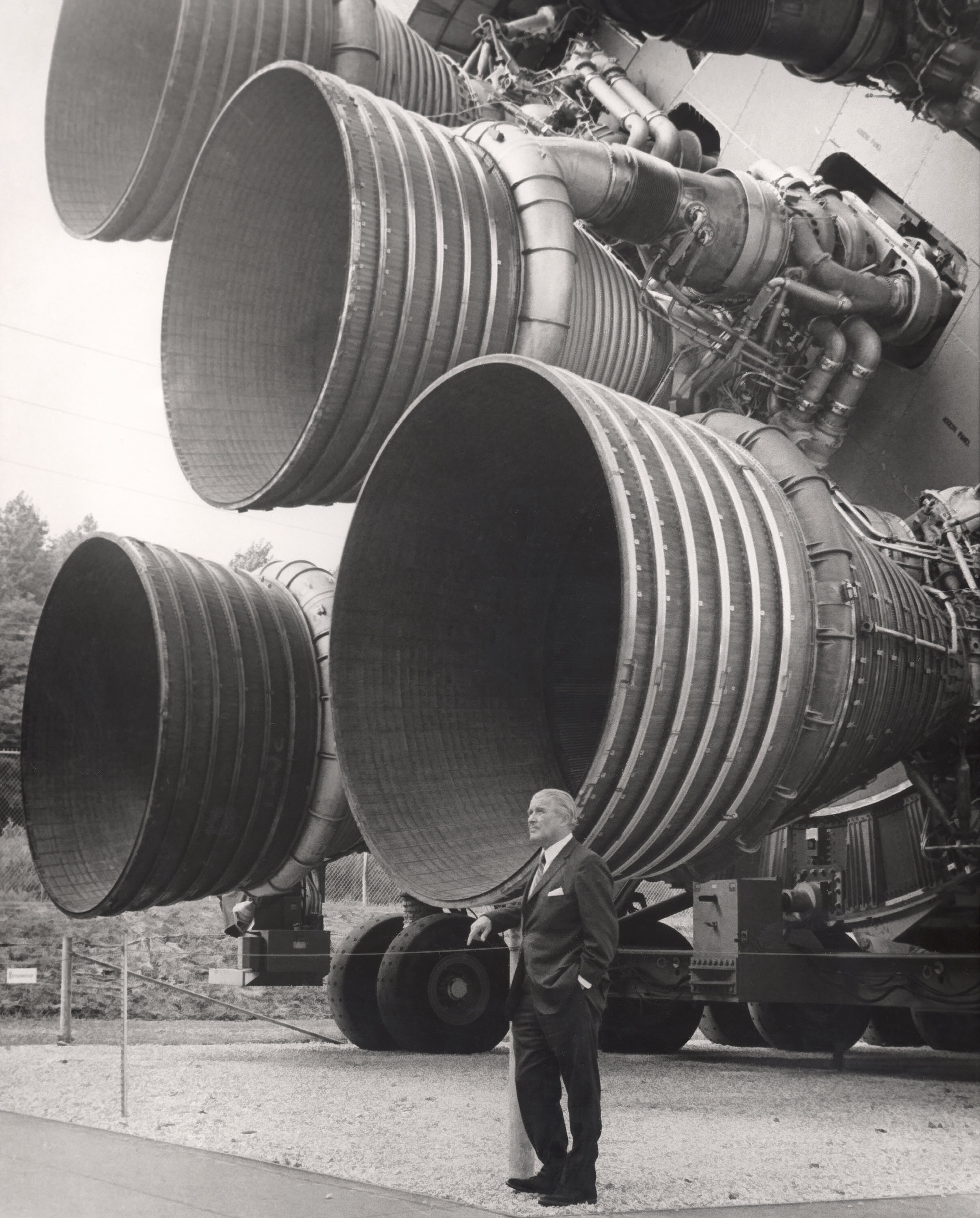
Ontwerper Wernher von Braun voor vijf F-1 motoren van een testmodel van de Saturnus V raket

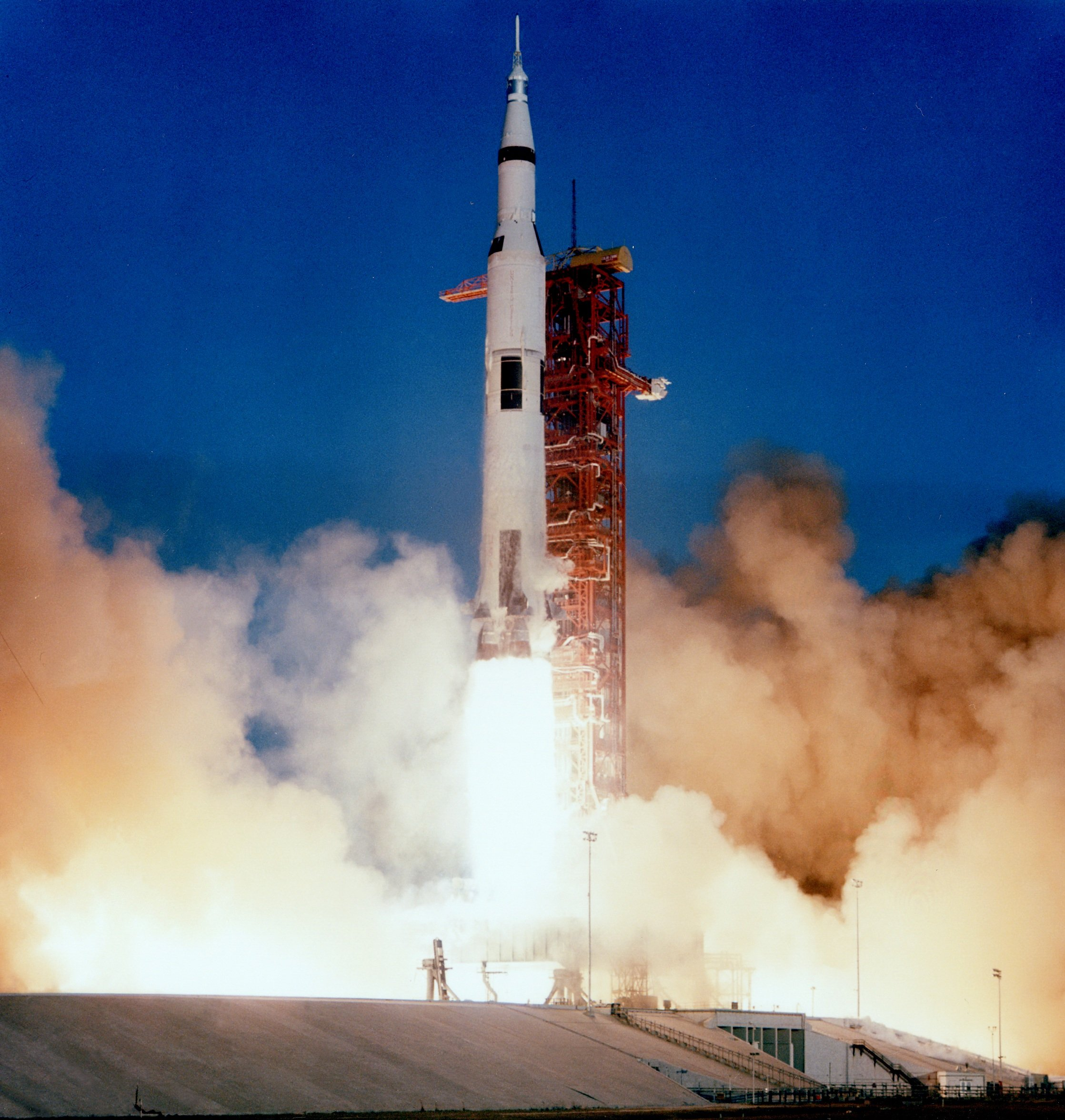
Lancering Apollo 8

De Saturnus V (uitgesproken als "Saturnus Vijf") was een Amerikaanse draagraket, ontworpen onder leiding van Wernher von Braun en Arthur Rudolph. De drietrapsraket werd ontwikkeld en gebruikt om mensen met het Apolloprogramma naar de Maan te vervoeren.
Tot 2022 was het de krachtigste raket (naar stuwkracht bij de lancering gemeten) die met succes was gelanceerd; die titel gaat sinds november 2022 naar NASA’s Space Launch System. De Saturnus V was 110,60 meter hoog en had een diameter van 10 m. Met een startgewicht van 3000 ton is het de zwaarste en grootste draagraket die ooit volledig succesvol gevlogen heeft. Geen enkele Saturnus V heeft ooit gefaald, alhoewel er tijdens het testen wel problemen met motoren van de tweede en derde trap zijn opgetreden.

## Geschiedenis
De draagraket werd voor het eerst gebruikt in 1967 voor de lancering van de Apollo 4. De eerste bemande vlucht was Apollo 8. De laatste toepassing was in 1973, om het ruimtestation Skylab in een baan om de Aarde te brengen, hoewel dat geen complete Saturnus V was. Van de voor Skylab gebruikte Saturnus V was de derde trap vervangen door het ruimtestation dat bestond uit een omgebouwde S-IVB-trap van een Saturnus IB. De stuwkracht van een derde trap was niet nodig omdat er voor die lancering geen aardse ontsnappingssnelheid hoefde te worden behaald. In totaal werden er vijftien Saturnus V-raketten gebouwd: twaalf voor Apollo, een voor Skylab, en twee die nooit zijn gebruikt.
Na veel vertragingen, mede als gevolg van het ongeluk met Apollo 1, waarbij drie astronauten omkwamen, besloot NASA de geplande missies Apollo 2 en 3 te schrappen. De eerste testvlucht vond plaats op 9 november 1967 met Apollo 4, waarbij een "all-up" ('alles erop') testtraject werd uitgevoerd. Hierbij werd een complete Saturnus V gelanceerd, zodat alle samengestelde trappen konden worden getest. Als gesimuleerde last zou men vaten met water gebruiken. De tweede en tevens de laatste onbemande testvlucht was Apollo 6.
De eerste lancering van een Saturnus V met een bemanning aan boord was Apollo 8. Deze vlucht bracht de eerste mensen in de buurt van de Maan. Bij Apollo 9 bleef men na de lancering in een baan om de Aarde, hierbij werd onder meer de maanlander getest. Apollo 10 was de laatste testvlucht, en werd beschouwd als de 'generale repetitie' van de eerste maanlanding. De maanlander daalde, met twee astronauten aan boord, af tot 15 kilometer boven het maanoppervlak. Alle daarop volgende vluchten (Apollo 11 tot en met Apollo 17) zijn, met uitzondering van Apollo 13, succesvol verlopen.

## Trappen

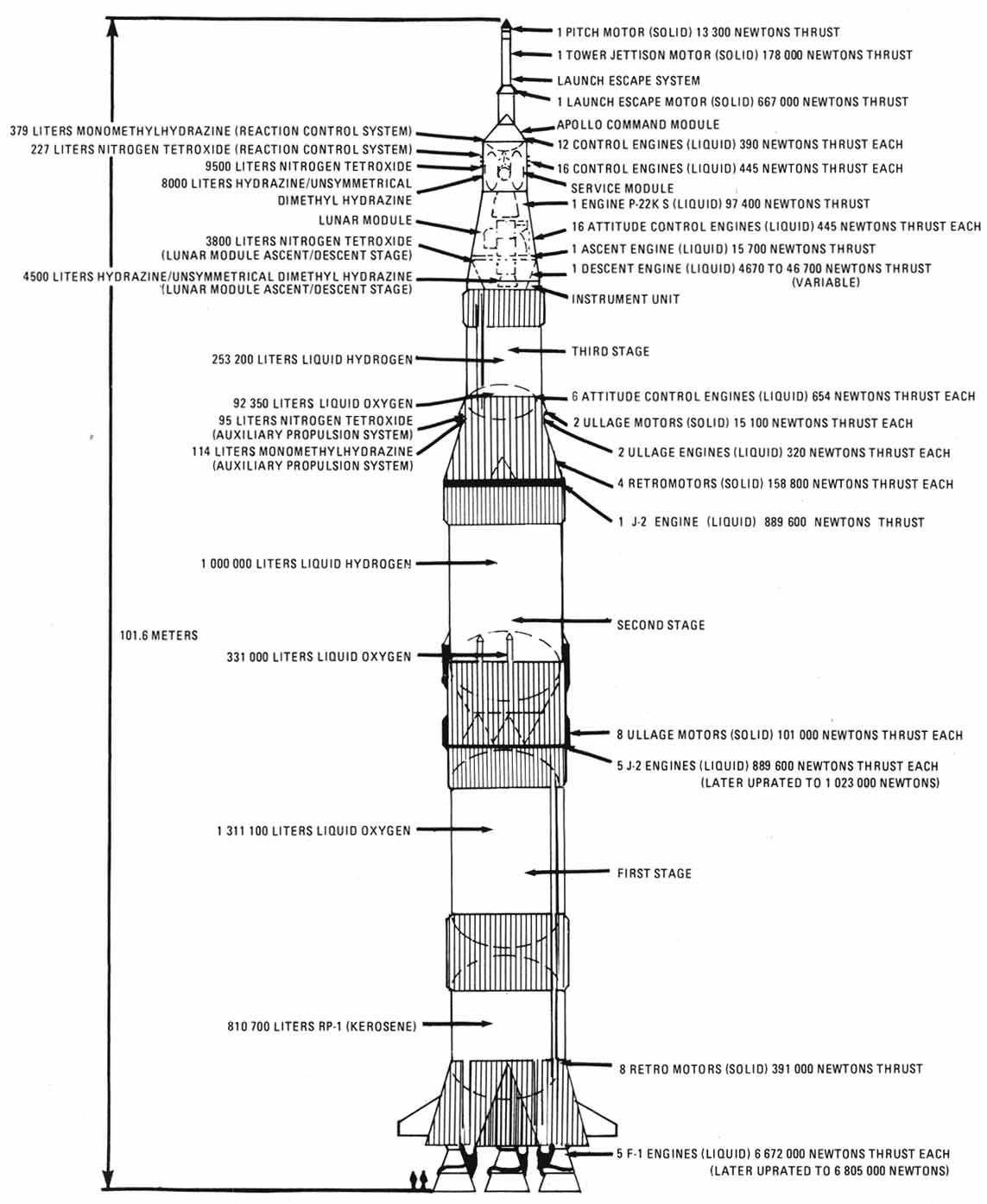
Saturnus V met Apollo-onderdelen, zoals de CSM (Command-/Service Module) en de maanlander (Lunar Module)

De Saturnus V-draagraket bestond uit drie trappen. De eerste trap had een brandduur van 161 seconden voordat deze leeg was en lanceerde de raket naar een hoogte van 68 kilometer, tot aan de rand van de ruimte tot een snelheid van 9.920 kilometer per uur. 
De tweede trap stuwde in 360 seconden de resterende raket naar een snelheid van 25.181 kilometer per uur (bijna de orbitale snelheid) en een hoogte van 175 km. 
De herstartbare motor van de derde trap brandde 2,5 à 3 minuten waardoor de raket versnelde naar ongeveer 28.000 km per uur, en Apollo in een omloopbaan om de Aarde bracht. 
De hoogte van die parkeerbaan verschilde. Bij de eerste lanceringen was dat 190 kilometer, bij de laatste drie was dat 172. Bij de zogenoemde Trans Lunar Injection, na eerst anderhalve keer om de Aarde te zijn gevlogen en systemen te hebben getest, werd de derde trap opnieuw gestart. Hierdoor werd de snelheid verhoogd naar 40.000 km/h om zodoende aan de zwaartekracht van de Aarde te ontsnappen, en in een baan naar de Maan te komen. 
Van alle delen van de raket kwamen alleen de eerste trap en de commandomodule (CM) terug naar de Aarde. De eerste trap viel daarbij echter te pletter op het oceaanoppervlak waarna de restanten naar de bodem zonken. Ook de tweede trap viel terug in de atmosfeer en werd daarbij door de aërodynamica in de lucht uiteengerukt. De snelheid was onvoldoende om genoeg hitte voor volledige verbranding te genereren. Uiteindelijk bleef er van de aanvankelijk 110 meter hoge raket met een massa van 3000 ton alleen de ruim 3 meter hoge, en 6 ton wegende CM over.

### Eerste trap
De eerste trap, S-IC, was 42 m hoog en had een diameter van 10 m. De vijf F1-motoren leverden bij de lancering een gezamenlijke stuwkracht die overeenkomt met 3.500 ton. De trap gebruikte vloeibare zuurstof (LOX, liquid oxygen) van -160 °C, en RP-1 (refined petroleum), een soort kerosine. De vijf motoren verbrandden samen 15 m3 stuwstof (zuurstof en brandstof) per seconde. 
De F1 is de krachtigste vloeibarebrandstofmotor met een enkelvoudige verbrandingskamer die ooit in productie werd genomen.

### Tussentrap
Tussen de eerste en de tweede trap zat een ringvormige verbindingsstructuur die ruimte bood voor de straalpijpen die uit de tweede trap staken. Aan de buitenzijde van de tussentrap zaten vier kleine vastebrandstofmotoren. Wanneer de eerste trap werd losgekoppeld werden deze ontstoken zodat ze de lichte versnelling veroorzaakten die nodig was om de vloeibare stuwstoffen van de tweede trap onder in de tanks te houden waardoor die naar de motoren konden worden gepompt. Na het ontsteken van de tweede trap en het uitbranden van deze vastebrandstofmotoren werd de tussentrap afgeworpen.

### Tweede trap
De tweede trap, S-IIC, was 25 m hoog en had eveneens een diameter van 10 m. De trap bevatte vijf J2-motoren. De brandstof was vloeibare waterstof (LH2) en de oxidator vloeibare zuurstof.

### Tussentrap 2
Ook tussen de tweede en derde trap zat een tussentrap. Deze liep taps toe omdat de derde trap een beduidend kleinere diameter had. Twee kleine vastebrandstofmotoren werden als retromotoren gebruikt om afstand van de derde trap te nemen.

### Derde trap
De derde trap, S-IVb 500, was 18 m hoog en had een diameter van 6,60 m. De trap had als enige een herstartbare motor van het J2-type. Met deze trap werd de Apollo CSM in een baan om de Aarde gebracht. Na anderhalve omwenteling werd de motor opnieuw gestart om de ontsnappingssnelheid te bereiken en zo aan de zwaartekracht van de Aarde te ontsnappen, en werd een baan naar de Maan ingezet. 
Hoewel de derde trap technisch veel overeen kwam met de tweede (zelfde stuwstoffen, zelfde motor) was er een groot verschil dat deze veel langer in bedrijf moest kunnen blijven; tot zo’n 6 uur in plaats van zes minuten. Daarom waren de stuwstoftanks van de derde trap aan de binnenzijde van isolatiemateriaal voorzien om de inhoud voor langere duur op de juiste cryogene temperaturen te kunnen houden. De versnelling die nodig was om de vloeibare stuwstoffen onder in de tanks te krijgen werd bereikt met twee kleine motoren die op afgekookte waterstof en zuurstof uit de stuwstoftanks werkten.
Boven op deze derde trap zat een ring met besturingsapparatuur (Instrument Unit, op de eerste en derde foto rechts de bovenste zwarte ring) die alle trappen en de tussentrappen aanstuurde. Daarboven zat de 'payload' of nuttige lading.

### Ontsnappingstoren
Boven op de raket bevond zich het Launch Escape System in de vorm van een ontsnappingsraket (ook wel “ontsnappingstoren” genoemd) die de Apollocapsule in geval van een mislukte start in veiligheid kon brengen. Zou de volgetankte raket niet goed starten of indien er zich een ernstig probleem tijdens het eerste gedeelte van de vlucht zou voordoen, dan kon de 10 meter lange ontsnappingsraket de commandomodule naar een veilige hoogte en een veilige afstand van de al dan niet exploderende raket trekken, waarna deze met behulp van parachutes in zee zou landen.
De ontsnappingstoren functioneerde op handbediening (middels een noodknop bij de stoel van de gezagvoerder) of automatisch tijdens de eerste honderd vluchtseconden. Indien het systeem niet nodig was, werd dit na verloop van tijd afgestoten. Bij de Saturnus IB geschiedde dit op een hoogte van 84 km en zo'n 20 seconden na het ontbranden van de tweede trap. De Saturnus V wierp de ontsnappingstoren af op een hoogte van 90 km, 30 seconden na ontbranding van de tweede trap.
Onderdeel van het ontsnappingssysteem was ook een beschermkap die over de capsule heen zat die voorkwam dat het vuur van de ontsnappingsmotoren de capsule zou raken en beschadigen. Deze kap werd bij het afwerpen van de ontsnappingstoren van de capsule afgetrokken. Pas daarna hadden de astronauten zicht door de ramen van de command module.

## Nuttige lading

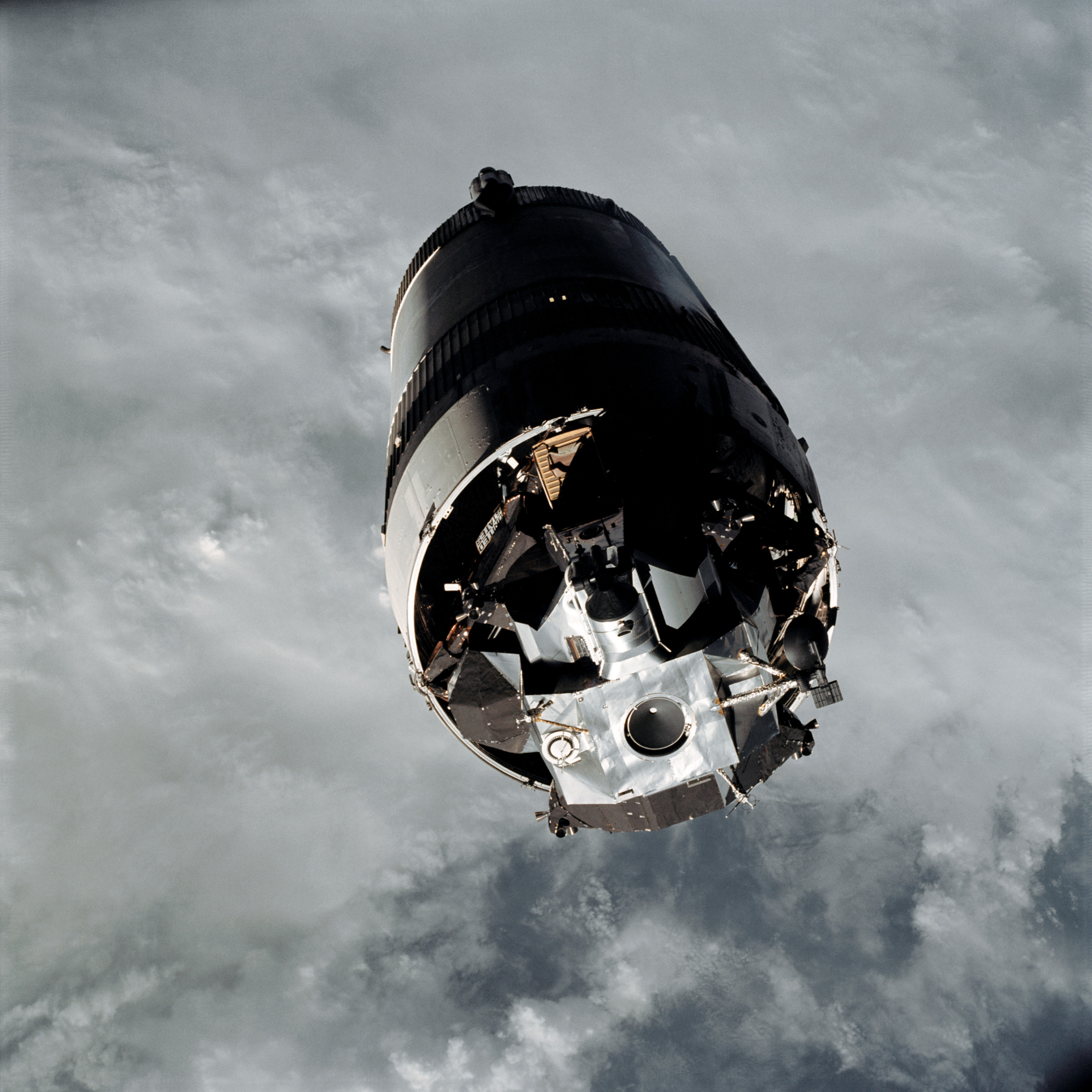
Derde trap (S-IVb) met maanlander

De nuttige lading bestond tijdens de Apollovluchten uit een capsule waarmee men naar de Maan en terug naar Aarde kon reizen: de CSM, en een landingsvaartuig waarmee op de Maan kon worden geland en weer kon worden opgestegen: de LM. De CSM fungeerde als moederschip, en had behalve een hoofdmotor ook stuurraketjes. De LM was uitgerust met een daal- en stijgtrapmotor en beschikte eveneens over stuurraketjes. De totale massa van deze payload was 45 ton.

### Verloop van de vlucht
Na het bereiken van een omloopbaan om de Aarde waren de eerste en de tweede trap van de draagraket inmiddels afgestoten. Ook de ontsnappingstoren was, na het afstoten van de eerste trap, losgekoppeld en afgestoten. Wat overbleef waren: een gedeeltelijk verbruikte derde trap, de maanlander (LM) in zijn beschermende omhulling, en de CSM bestaande uit: de cilindervormige servicemodule en als top de kegelvormige commandomodule.
Nadat een baan naar de Maan was ingezet werd de CSM losgekoppeld van de derde trap. Vervolgens werd deze via stuurraketjes gekeerd en aan de maanlander gekoppeld, waarna deze laatste uit de open geklapte adapter van de derde trap werd getrokken. De derde trap werd na een geslaagde koppeling afgestoten, waarna de Saturnus V zijn taak als lanceertuig had volbracht. De derde trappen werden meestal naar de Maan gestuurd waar deze zouden neerstorten.
Wat verder reisde naar de Maan was de CSM met de daaraan gekoppelde LM. Bij de Maan werd de motor van de servicemodule gebruikt om af te remmen en in een baan om de Maan te komen, na de maanlanding om er weg te komen, en op weg naar de Aarde om de goede aanvlieghoek en snelheid te verkrijgen. Dicht bij de Aarde werd ten slotte ook de servicemodule afgestoten die bij terugkeer in de atmosfeer verbrandde. Wat overbleef is de commandomodule met de bemanning die door zijn hitteschild de terugkeer overleefde en aan parachutes in zee landde.

## Te bezichtigen exemplaren
In de VS is op diverse locaties de Saturnus V te bezichtigen. Het betreft exemplaren die niet gebruikt zijn, of alleen voor tests zonder lancering.
Op de volgende locaties zijn complete exemplaren van de Saturnus V te bezichtigen in de VS:
1. NASA Johnson Space Center in Texas
2. NASA Kennedy Space Center in Florida
3. John C. Stennis Space Center in Mississippi
4. United States Space and Rocket Center in Huntsville bij het Marshall Space Flight Center. Het Rocket Center heeft een testmodel van de Saturnus V in horizontale positie in een expositiegebouw en een model op ware grootte in de buitenlucht verticaal voor dat gebouw staan.

Apollo 1 · Apollo 4 · Apollo 5 · Apollo 6 · Apollo 7 · Apollo 8 · Apollo 9 · Apollo 10 · Apollo 11 · Apollo 12 · Apollo 13 · Apollo 14 · Apollo 15 · Apollo 16 · Apollo 17

Saturnus V · Maanwagen · Apollo CSM · Apollo LM